# Дубровка (Баскаковское сельское поселение)
Дубровка — деревня в Гагаринском районе Смоленской области России. Входит в состав Баскаковского сельского поселения.

## География
Расположена в северо-восточной части области в 15 км к западу от Гагарина, в 14 км севернее автодороги М1 «Беларусь», на берегу реки Сежа. В 6 км южнее деревни расположена железнодорожная станция Серго-Ивановская на линии Москва — Минск.

### Часовой пояс
Дубровка находится в часовой зоне МСК (московское время). Смещение применяемого времени относительно UTC составляет +3:00.

## История
В годы Великой Отечественной войны деревня была оккупирована гитлеровскими войсками в октябре 1941 года, освобождена в марте 1943 года.

## Население
Население — 2 жителя (2007).